# Euphyia oxygona
Euphyia oxygona là một loài bướm đêm trong họ Geometridae.